# Ларссон, Сара
Сара Ларссон (швед. Zara Larsson, [²sɑːra ˈlɑːʂɔn], или Зара Ларссон; род. 16 декабря 1997) — шведская певица.
Добилась всенародной славы в своей стране, победив в сезоне 2008 года на шоу талантов «Talang» (шведской версии телешоу «В Америке есть таланты»). В 2012 году подписала контракт с лейблом «TEN Music Group» и в январе 2013 года выпустила дебютный мини-альбом «Introducing». Первый сингл с него (Uncover) возглавил чарты в Швеции и Норвегии, а в Дании был на 3-м месте; сам альбом был в Швеции сертифицирован трижды платиновым. Также в апреле 2013 года Ларссон подписала трёхлетний контракт с американским лейблом «Epic Records». Проживает совместно с папой, мамой и младшей сестрой.

## Ранние годы
Ларссон родилась 16 декабря 1997 года в больнице Каролинского университета в Сольне, Стокгольм, Швеция. Её мать ― медсестра, а отец ― офицер. У неё есть сестра Ханна, которая на три года младше и является певицей и участницей группы Lennix. Ещё ребёнком Ларссон много пела, и родители обратили внимание на её талант. Перед тем как принять участие в телешоу «Talang», она дошла до финала в другом шведском шоу талантов, «Stjärnskott 2007». Она назвала Уитни Хьюстон и Элвиса Пресли своими кумирами. Она ходила в начальную школу Губбенгссколан, в третьем классе перевелась в Королевскую шведскую балетную школу. Кроме того, она посещала художественную школу Культурама.

## Карьера

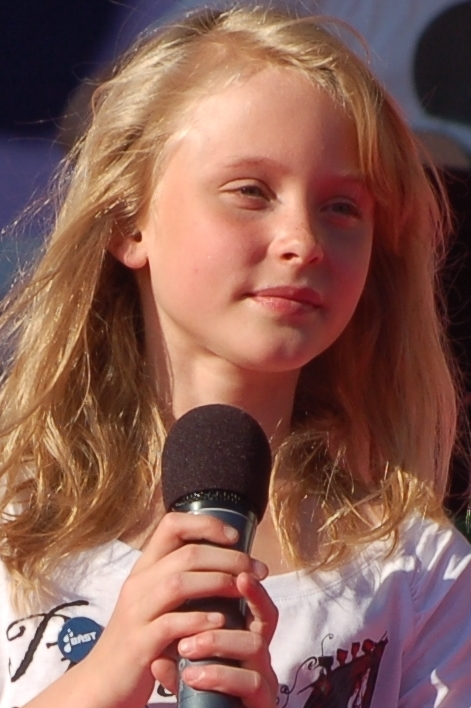
Ларссон в 2008 году

На шоу талантов «Talang 2008» Ларссон исполнила три песни: «The Greatest Love of All» и «One Moment in Time» Уитни Хьюстон (на прослушивании и в полуфинале соответственно) и «My Heart Will Go On» Селин Дион (в финале). За победу в этом конкурсе она получила 500000 шведских крон, причём ей тогда было всего 10 лет. «My Heart Will Go On» была выпущена как её дебютный сингл, а видео с её выступлением с этой песней в финале было к 2013 году просмотрено на Ютьюбе более десяти миллионов раз.
Несмотря на то, что после победы на «Talang» о Ларссон было очень мало слышно, в 2012 году она подписала контракт с «TEN Music Group» на выпуск дебютного мини-альбома. 9 декабря 2012 года на YouTube было выложено видео с превью первого сингла с этого альбома, «Uncover». Описание сообщало, что Ларссон выпустит первый мини-альбом.
Альбом появился в продаже 21 января 2013 года. Всего на нём было 5 песен. «Uncover», первый сингл с альбома, достиг 1-го места в шведских чартах «Sverigetopplistan» и «DigiListan», а также 1-го места в Норвегии и 3-го места в Дании. К 25 февраля 2013 года песня была просмотрена на YouTube более 50 миллионов раз, а сингл был по продажам сертифицирован платиновым. Песня также попала в хит-парад «Svensktoppen». А в июле 2013 года на передаче «Sommarkrysset», которая снималась в «Грёна Лунд», она получила от «Universal Music Sweden» ещё и трижды платиновый диск за свой дебютный мини-альбом «Introducing», за продажи в количестве более 120 тысяч экземпляров.

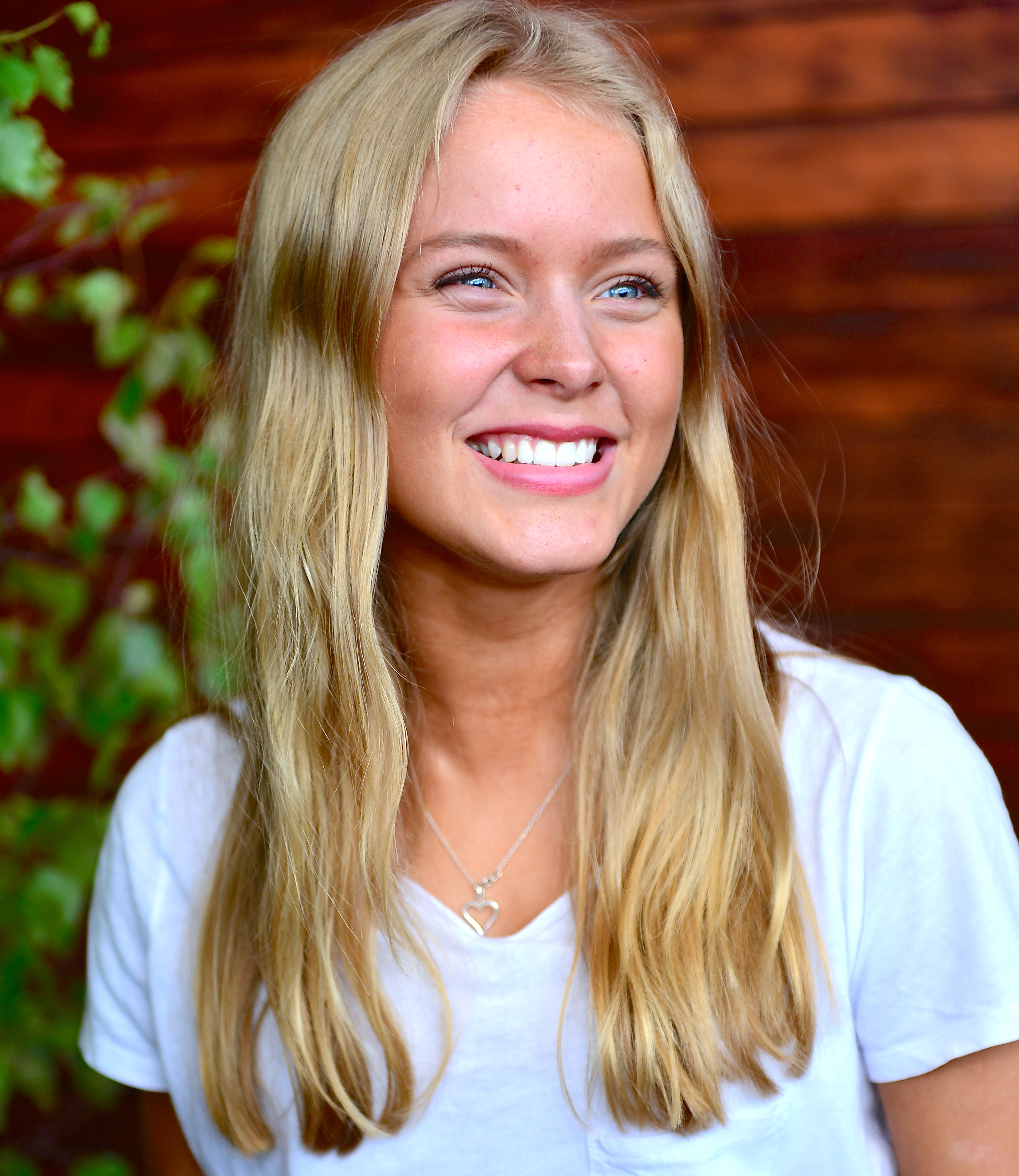
Ларссон на «Allsång på Skansen» в июне 2013 г.

27 марта 2013 года на YouTube появилось превью песни «She’s Not Me (Pt. 1)». Описание сообщало о предстоящем выходе у неё второго мини-альбома. Альбом, под названием «Allow Me To Reintroduce Myself», появился на свет 5 июля 2013 года. Как и на первом, на нём было пять песен. До этого, 25 июня, был выпущен двойной (с двумя сторонами «А») сингл «She’s Not Me» (с песнями «She’s Not Me (Pt. 1)» и «She’s Not Me (Pt. 2)» с этого альбома).
3 апреля 2013 года Ларссон рассказала в своем блоге, что в США подписала 3-летний контракт с лейблом «Epic Records».
Её следующий сингл, «Bad Boys», был выпущен 28 октября 2013 года.
Ближе к концу 2013 года Ларссон выступала в качестве одного из открывающих актов в туре Шер Ллойд по Северной Америке «I Wish Tour».
5 июня 2015 года выпустила сингл «Lush Life» из своего второго студийного альбома.
Выступила на церемониях открытия и закрытия чемпионата Европы по футболу 2016 года во Франции.
В сентябре 2017 года Ларссон объявила, что начала работу над своим третьим студийным альбомом. 11 декабря 2017 года она вновь выступила на концерте Нобелевской премии мира, на этот раз вместе с американским певцом Джоном Леджендом.
В январе 2018 года она была включена в список Forbes «Forbes 30 Under 30» в категории развлечений.

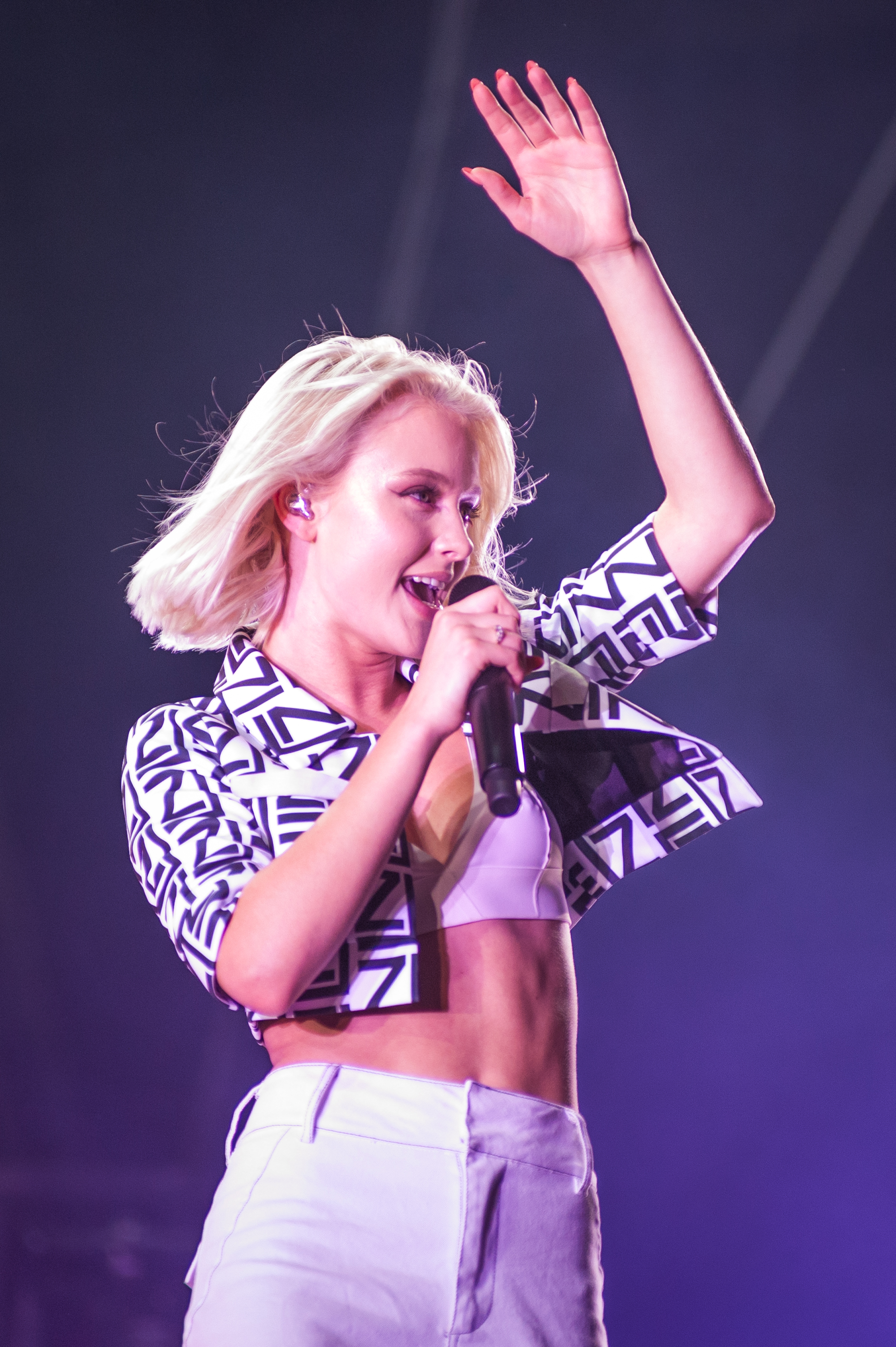
Ларссон в июле 2018 года

В сентябре 2018 года Ларссон анонсировала ведущий сингл со своего третьего студийного альбома «Ruin My Life». Она выпустила песню и музыкальное видео 18 октября 2018 года. Трек был коммерчески успешным во всем мире, получив золотой сертификат в США и Великобритании, а также достигнув первого места в Нидерландах. В 2019 году Ларссон выпустила последующие синглы «Don’t Worry Bout Me» и «All the Time», а также рекламный сингл «Wow».
В июне 2020 года она анонсировала сингл «Love Me Land» через Instagram. Песня и музыкальное видео вышли 10 июля 2020 года. Ларссон объявила, что её новый альбом выйдет после 2020 года. Затем на её странице в Spotify было объявлено, что альбом будет называться Love Me Land и что заглавный трек будет первым синглом с альбома. Однако позже Ларссон уточнила в интервью, что альбом называется Poster Girl.
В сентябре 2020 года Ларссон выпустила ремикс на песню «Wow» с участием американской певицы Сабрины Карпентер.
8 января 2021 года она выпустила «Talk About Love» с участием американского рэпера Young Thug в качестве третьего сингла с альбома Poster Girl.
Poster Girl был выпущен 5 марта 2021 года с положительными отзывами. Альбом имел умеренный коммерческий успех, дебютировав на третьем месте в шведском чарте альбомов Sverigetopplistan, 12-м в чарте альбомов UK Albums Chart и 170-м в американском Billboard 200.
21 мая 2021 года Ларссон выпустила летнее издание Poster Girl. Она также исполнила песни на виртуальной вечеринке в Roblox, чтобы отпраздновать свой новый альбом.
22 апреля 2022 года совместно с диджеем Алессо выпустила трек «Words».
9 февраля 2024 года Ларссон выпустила четвёртый студийный альбом «Venus».
25 апреля 2025 года представила сингл «Pretty Ugly» из готовящегося пятого альбома «Midnight Sun», релиз которого был запланирован на 26 сентября 2025 года.

## Дискография

### Студийные альбомы
| Название | Наивысш. позиции | Наивысш. позиции | Сертификация |
| Название | SWE              | NOR              | Сертификация |
| --- | ---------------- | ---------------- | --- |
| 1 - Дата выпуска: 1 октября 2014 - Лейбл: Record Company Ten / Universal Music                                                          | 1                | 28               | - GLF: Платиновый - IFPI DEN: Золотой |
| So Good - Дата выпуска: 17 марта 2017 - Лейбл: Record Company TEN, с лицензией для Epic Records, подразделение Sony Music Entertainment | 1                | 2                | - GLF: 2× Платиновый - ARIA: Золотой - BPI: Платиновый - IFPI DEN: 2× Платиновый - IFPI NOR: 6× Платиновый - NVPI: Золотой - RIAA: Платиновый - RMNZ: Золотой |
| Poster Girl - Дата выпуска: 5 марта 2021 - Лейбл: Record Company TEN, Epic Records                                                      | 3                | 11               | - GLF: Золотой |

### EP (мини-альбомы)
| Название                       | Подробности                                                                            | Примечания |
| ------------------------------ | -------------------------------------------------------------------------------------- | --- |
| Introducing                    | - Дата выпуска: 21 января 2013 - Лейбл: TEN Music Group - Формат(ы): цифровой (скачка) | Список треков 1. «Under My Shades» (3:29) 2. «When Worlds Collide» (3:33) 3. «In Love With Myself» (2:45) 4. «Uncover» (3:34) 5. «It’s a Wrap» (3:11) Сертификация: 3× платиновый |
| Allow Me To Reintroduce Myself | - Дата выпуска: 5 июля 2013 - Лейбл: TEN Music Group - Формат(ы): цифровой (скачка)    | Список треков 1. «DarkSide» (3:51) 2. «Love Again» (2:54) 3. «She’s Not Me (Pt. 1)» (2:52) 4. «She’s Not Me (Pt. 2)» (2:48) 5. «Cash Me Out» (3:25)                               |

### Синглы
| 2008                                                                                  | «My Heart Will Go On»  | —  | —  | — |               | —                              |
| 2009                                                                                  | «Super Girl»           | —  | —  | — |               | —                              |
| 2013                                                                                  | «Uncover»              | 1  | 3  | 1 | Платиновый    | Introducing                    |
| 2013                                                                                  | «When Worlds Collide»  | 26 | —  | — |               | Introducing                    |
| 2013                                                                                  | «It’s a Wrap»          | 43 | —  | — |               | Introducing                    |
| 2013                                                                                  | «Under My Shades»      | 45 | —  | — |               | Introducing                    |
| 2013                                                                                  | «In Love With Myself»  | —  | —  | — |               | Introducing                    |
| 2013                                                                                  | «She’s Not Me (Pt. 1)» | 21 | —  | — |               | Allow Me To Reintroduce Myself |
| 2013                                                                                  | «She’s Not Me (Pt. 2)» | —  | —  | — |               | Allow Me To Reintroduce Myself |
| 2013                                                                                  | «DarkSide»             | —  | —  | — |               | Allow Me To Reintroduce Myself |
| 2013                                                                                  | «Love Again»           | —  | —  | — |               | Allow Me To Reintroduce Myself |
| 2013                                                                                  | «Cash Me Out»          | —  | —  | — |               | Allow Me To Reintroduce Myself |
| 2013                                                                                  | «Bad Boys»             | 27 | 33 | — |               | 1                              |
| 2014                                                                                  | «Carry You Home»       | 3  | —  | — | 2× платиновый | 1                              |
| 2014                                                                                  | «Rooftop»              | 6  | —  | — |               | 1                              |
| «—» обозначает, что песня либо не была издана в данной стране, либо не попала в чарты |                        |    |    |   |               |                                |